# Xã Waverly, Quận Cheboygan, Michigan
Xã Waverly (tiếng Anh: Waverly Township) là một xã thuộc quận Cheboygan, tiểu bang Michigan, Hoa Kỳ. Năm 2010, dân số của xã này là 457 người.